# Final Take-Off – Einsame Entscheidung
Final Take-Off – Einsame Entscheidung (Alternativtitel The Crew – Inferno am Himmel, Originaltitel Ekipazh/Экипаж) ist ein russisch-kambodschanischer Katastrophenfilm aus dem Jahr 2016. Die Produktion ist eine Neuverfilmung des sowjetischen Films Durch das Feuer von 1980.

## Handlung
Der junge Pilot Alexey Gushchin, der Probleme hat sich höheren Autoritäten zu fügen, hat den Auftrag, eine Ladung Vorräte für wohltätige Zwecke zu transportieren. An Bord befinden sich auch Autos für die Tochter eines Generals, die vor ihrer Hochzeit steht. Während des Flugs gerät er mit der Maschine in einen Sturm. Um dort unbeschadet durchzukommen, muss er das Gewicht seiner Fracht reduzieren. Er wirft deswegen die Autos von Bord und wird infolgedessen aus der Armee entlassen. Seinem Vater Igor, einem bekannten Flugzeugingenieur, gelingt es, seinen Sohn beruflich bei einer Passagier-Fluggesellschaft unterzubringen.
Leonid Zinchenko, der Alexey auf dessen Eignung testet, ist während einer Flugsimulation begeistert von dessen Fähigkeiten, obwohl Alexey den Test nicht besteht. Alexey lernt die attraktive Pilotin Alexandra Kuzmina kennen, für die er schon bald Gefühle entwickelt. Ihr erster Flug führt Alexey und Leonid nach Afrika, wo sie Touristen evakuieren müssen. Als Leonid Einheimischen den Zutritt zum Flugzeug verweigert, ist Alexey schockiert über dessen Unmenschlichkeit. Dieser wiederum macht klar, dass er nur Befehle ausführt.
Der zweite Flug führt die beiden nach Südostasien. Während des Fluges erfahren sie von einem Vulkanausbruch. Sie entschließen sich, die dortigen Menschen zu evakuieren. Als sie gelandet sind, stellen sie fest, dass für viele Menschen die Rettung bereits zu spät kommt. Ein auftretendes Erdbeben zerstört zu allem Überfluss die Landebahn des Flughafens. Nach dem so viele Menschen wie möglich gerettet wurden, startet Alexey das Flugzeug auf der völlig zerstörten und brennenden Landebahn und schafft es tatsächlich in die Luft.
Durch einen Sturm fliegend bemerkt Alexey, dass der Treibstoff nicht ausreichen wird. So fordert er Hilfe an. Ein zweites Flugzeug kommt ihnen zur Hilfe und die beiden docken in der Luft an, um so den Passagieren das Umsteigen in das andere Flugzeug zu ermöglichen.

## Hintergrund

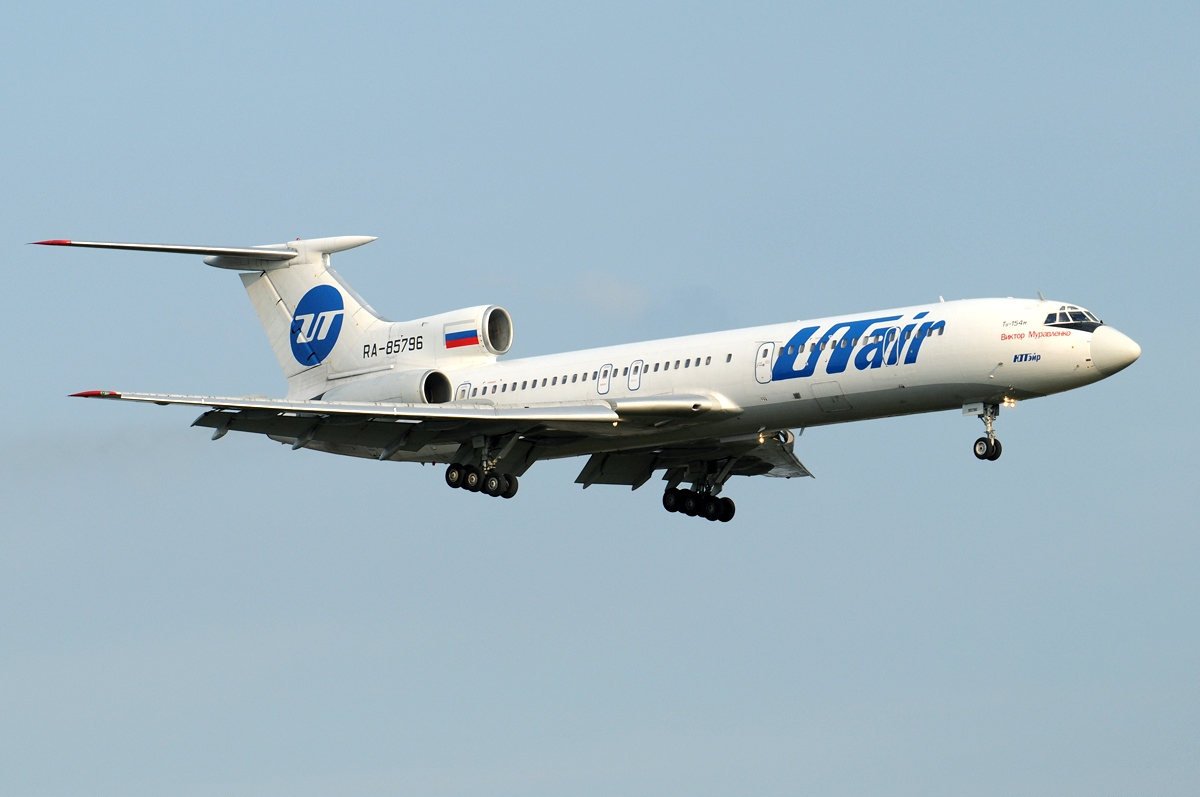
Ein Tu-154M RA-85796

Als Kulisse diente ein Flugzeug des Typs Tu-154M RA-85796. Die Außenaufnahmen zeigen eine Tu-204. Der Film wurde finanziert von der Cinema Foundation of Russia. Gedreht wurde um Moskau und auf der Krim.
In Deutschland erschien der Film im Videoverleih unter dem Namen Final Take-Off – Einsame Entscheidung, wird allerdings im Fernsehen auch unter dem Namen The Crew – Inferno am Himmel ausgestrahlt, in Anspielung auf den englischen Filmtitel. Auf Tele 5 wird eine stark gekürzte Fassung gezeigt.

## Kritik
„Remake des ersten russischen Katastrophenfilms Die Besatzung (1980), das erneut einschlägigen US-Vorbildern folgt und auf der Ebene der Spezialeffekte ein durchaus packendes Spektakel bietet. Dies geht jedoch einher mit kaum konturierten Charakteren und einer Story, die Originalität weitgehend vermissen lässt.“

„Aeroflott? Das ist wohl eher Aeroschnarch.“

Cinema zieht bekannte US-amerikanische-Produktionen im selben Genre als Vergleich heran und urteilt, dass der russische Film in fast jeder Disziplin versagt. Das Blatt bezeichnet den Film spöttisch als Möchtegern-Heldenepos und stuft die handelnden Filmcharaktere als uninteressant[…] ein. Bemängelt wird vor allem, dass diese mit zusammengekniffenen Augen durch wahre Klischeegewitter gehen. Belächelt werden teilweise die Spezialeffekte, mit der Beurteilung des Dauergewackel[s] im Cockpit, das einfach nur ermüdend sei.